# 13717 Vencill
13717 Vencill eller 1998 QM42 är en asteroid i huvudbältet som upptäcktes den 17 augusti 1998 av LINEAR i Socorro County, New Mexico.  Den är uppkallad efter Kory Aaron Vencill.
Asteroiden har en diameter på ungefär 2 kilometer.